# Наташа Гајовић
Наташа Гајовић (Београд, 14. новембар 1965) бивша је певачица поп-рок групе Зана.

## Музичка биографија
Била је друга певачица београдске групе Зана. Након краћег учешћа у групи Аска, 1985. године долази у групу Зана уместо прве певачице те групе Зане Нимани. Наташа је отпевала неке од најпопуларнијих песама групе: Вејте снегови, Војна пошта, Оженићеш се ти, Влак, Да ли чујеш, да ли осећаш, Никад недељом. На предлог композитора Ненада Павловића снимила је на енглеском језику песму о Београду (енгл. Belgrade, Belgrade) поводом кандидатуре и настојања Београда да добије организацију Летњих олимпијских игара за 1992. годину. Године 1989. напушта групу Зана, удаје се и одлази у Дубаи, где и данас ради као студијска певачица. Њен садашњи супруг је Сиријац који је студирао у Београду, где су се упознали.

## Дискографија

### Синглови
- Belgrade, My Belgrade (ПГП РТБ 1991)

### Албуми
- Црвене лале (ПГП РТБ 1985)
- Откинимо ноћас заједно (ПГП РТБ 1987)
- Влак (Дискотон 1987)
- Група Зана (ПГП РТС 1988)
- Асфалт (ПГП РТС 1989)

## Фестивали
МЕСАМ
- Да ли чујеш, да ли осећаш, МЕСАМ ’86